# Maltot
Maltot – miejscowość i gmina we Francji, w regionie Normandia, w departamencie Calvados.
Według danych na rok 1990 gminę zamieszkiwało 538 osób, a gęstość zaludnienia wynosiła 127 osób/km² (wśród 1815 gmin Dolnej Normandii Maltot plasuje się na 413. miejscu pod względem liczby ludności, natomiast pod względem powierzchni na miejscu 946.).